# 鲁瑟拉勒区
鲁瑟拉勒区（荷蘭語：Arrondissement Roeselare）是比利時弗拉芒大區西佛兰德省的一個区。該區轄有8個市鎮，面積271.54平方公里，2020年1月1日人口為154391人。

## 市鎮
鲁瑟拉勒区下轄以下市鎮：
- 霍赫莱德（Hooglede）
- 英厄尔明斯特（Ingelmunster）
- 伊泽海姆（Izegem）
- 莱德海姆（Ledegem）
- 利赫特费尔德（Lichtervelde）
- 莫尔斯莱德（Moorslede）
- 鲁瑟拉勒（Roeselare）
- 斯塔登（Staden）